# Chris Powell (conduttore televisivo)
Christopher Powell (Phoenix, 2 marzo 1978) è un conduttore televisivo e personal trainer statunitense, conosciuto principalmente per la conduzione del programma televisivo Extreme Makeover: Diet Edition, sull'emittente ABC andata in onda dal 2011 al 2015.

## Biografia
Nato il 2 marzo 1978 in Arizona, all'età di 14 anni era il ragazzo più gracile della scuola e i suoi genitori lo incoraggiarono a fare pesistica. Ha frequentato la Arizona State University di Phoenix, in Arizona, e si è laureato in scienze motorie con specializzazione in biomeccanica e fisiologia.
È stato il conduttore e personal trainer di Extreme Weight Loss, un reality show statunitense. Autore di due libri: Choose to Lose: The 7-Day Carb Cycle Solution e Chris Powell's Choose More Lose More for Life inediti in Italia, è apparso nello show di Oprah Winfrey e in altri programmi TV come 20/20 e The View. Nel 2008 ha aiutato David Smith a perdere 181 chilogrammi e insieme hanno creato il blog Reshape the Nation un sito web che si occupa di programmi di dimagrimento. Ha anche partecipato ai programmi Good Morning Arizona, Good Morning America e ad una web serie chiamata Meet the Powell Pack.

### Vita privata
È stato sposato con la scrittrice e allenatrice di fitness Heidi Lane Powell per quasi dieci anni. Hanno annunciato il loro divorzio su Instagram nel maggio 2020. I due hanno due figli insieme, mentre Heidi ha due figli da una precedente relazione.